# فورنت مجري
تُعد عملة الفورنت (‎hu‏ ، رمز العملة Ft ؛ رمز العملة HUF ) عملة المجر الرسمية. كانت مقسمةً في السابق إلى 100 فلر، لكن عملات فلر لم تعد متداولة. كان إدخال الفورنت في الأول من أغسطس عام 1946 خطوة حاسمة في استقرار الاقتصاد المجري بعد الحرب العالمية الثانية، وظلت العملة مستقرة نسبيًا حتى ثمانينيات القرن العشرين. لقد أثر التحول إلى اقتصاد السوق في أوائل تسعينيات القرن العشرين سلباً على قيمة الفورنت؛ حيث بلغ التضخم ذروته عند 35% في عام 1991. بين عامي 2001 و2022، كان التضخم في خانة الآحاد، وأُعلن أن الفورنت قابل للتحويل بالكامل.  في مايو 2022، وصل التضخم إلى 10.7% وسط الغزو الروسي لأوكرانيا وعدم اليقين الاقتصادي.  باعتبارها عضوًا في الاتحاد الأوروبي، قد يكون الهدف طويل الأمد للحكومة المجرية هو استبدال الفورنت باليورو، على الرغم من عدم وجود تاريخ مستهدف لاعتماد اليورو في ظل الحكومة الحالية. 

## تاريخ
يأتي اسم الفورنت من مدينة فلورنسا، حيث سُكَّت العملات الذهبية المسماة فيورينو دورو منذ عام 1252. في المجر، أُستُخدِمَ الفلورنتينوس (لاحقًا الفورنت)، وهي أيضًا عملة تعتمد على الذهب، بدءًا من عام 1325 في عهد تشارلز روبرت، مع اتباع العديد من البلدان الأخرى لخطى المجر. 
بين عامي 1868 و1892، كان الفورنت هو الاسم المستخدم في اللغة المجرية للإشارة إلى عملة الإمبراطورية النمساوية المجرية، والمعروفة في ألمانيا باسم جولدن. قُسِّمَت إلى 100 krajczár ( krajcár في قواعد الإملاء المجرية الحديثة؛ راجع الألمانية كروزر ). 
أعيد إدخال الفورنت في الأول من أغسطس عام 1946، بعد أن أصبح البينغو بلا قيمة بسبب التضخم الهائل في عامي 1945 و1946، وهو أعلى معدل سُجِّل على الإطلاق. وقد حدث هذا نتيجة لمزيج من الطلب المرتفع على التعويضات من الاتحاد السوفييتي، والنهب السوفييتي للصناعات المجرية، واحتفاظ الولايات المتحدة باحتياطيات المجر من الذهب.  وكانت للأحزاب المختلفة في الحكومة خطط مختلفة لحل هذه المشكلة. بالنسبة لحزب صغار المزارعين المستقلين ــ الذي فاز بأغلبية كبيرة في الانتخابات البرلمانية المجرية عام 1945 ــ وكذلك الديمقراطيين الاجتماعيين ‏، كان الدعم الخارجي أمراً ضرورياً. ولكن الاتحاد السوفييتي وأنصاره المحليين في الحزب الشيوعي المجري كانوا يعارضون الحصول على قروض في الغرب، وبالتالي كان الحزب الشيوعي هو الذي خطط لهذا الإجراء باستخدام الموارد المحلية حصرياً. دعت الخطة الشيوعية إلى فرض قيود صارمة على الإنفاق الشخصي، فضلاً عن تركيز الأسهم القائمة[بحاجة لتوضيح] في أيدي الدولة. 
عندما قُدِّم الفورنت، حُدِّدَت قيمته على أساس أن 1 كيلوغرام من الذهب الخالص يساوي 13210 فورنت (أو 1 فورنت = 75.7 ملغ من الذهب الخالص). لذلك، وبما أن سعر الذهب كان ثابتًا عند 8 جنيهات إسترلينية و8 شلنات (8.40 جنيه إسترليني بالنظام العشري الحديث) للأونصة، فإن الجنيه الإسترليني كان يساوي في ذلك الوقت حوالي 49 فورنتًا.

## عملات معدنية
في عام 1946، قُدِّمَت العملات المعدنية بفئات 2، و10، و20 فلر و1، و2، و5 فورنت. أُعيد إصدار العملة الفضية بقيمة 5 فورنت فقط في العام التالي؛ وفي وقت لاحق سُحِبَت من التداول. أُصدِرَت عملات معدنية من فئة خمسة وخمسين فلر في عام 1948. في عام 1967، أعيد طرح عملة معدنية بقيمة 5 فورنت، تلتها عملة معدنية بقيمة 10 فورنت في عام 1971 و20 فورنت في عام 1982.
في عام 1992، قُدِّمَت سلسلة جديدة من العملات المعدنية بفئات 1، و2، و5، و10، و20، و50، و100 و (نوع مختلف إلى حد ما، 500 ‰ من الفضة) 200 فورنت. توقف إنتاج عملات 2 و 5 فلر في عام 1992، وسُحِبَت جميع عملات الفلر من التداول بحلول عام 1999. ابتداءً من عام 1996، سُكَّت عملة ثنائية اللون من فئة 100 فورنت لتحل محل إصدار عام 1992، حيث اُعتُبِرَ الإصدار الأخير كبيرًا وقبيحًا للغاية، وكان من السهل الخلط بينه وبين عملة 20 فورنت.
سُحِبَت عملات الفورنت الفضية بقيمة 200 فورنت في عام 1998 (نظرًا لأن قيمتها الاسمية كانت منخفضة للغاية مقارنة بمحتواها من المعادن الثمينة)؛ وظلت عملات 1 و2 فورنت قانونية حتى 29 فبراير 2008.  بالنسبة للمشتريات النقدية، يُقرَّب الآن السعر الإجمالي إلى أقرب مضاعف لـ 5 فورنت (إلى 0 أو إلى 5).  طُرِحَت عملة جديدة بقيمة 200 فورنت  مصنوعة من سبيكة معدنية أساسية بدلاً من الورقة النقدية بقيمة 200 فورنت في 15 يونيو 2009.

## الأوراق النقدية
في عام 1946، أُصدِرَت أوراق نقدية بقيمة 10 و100 فورنت من قبل البنك الوطني المجري. قُدِّمَت سلسلة جديدة من الأوراق النقدية ذات الجودة الأعلى (من فئات 10، و20، و100 فورنت) في عامي 1947 و1948. أُضيفت أوراق نقدية بقيمة 50 فورنت في عام 1953، وقُدِّمَت أوراق نقدية بقيمة 500 فورنت في عام 1970، تلتها أوراق نقدية بقيمة 1000 فورنت في عام 1983، و5000 فورنت في عام 1991.
قُدِّمَت سلسلة جديدة من الأوراق النقدية المعاد تصميمها بالكامل من فئات 200، و500، و1000، و2000، و5000، و10000، و20000 فورنت تدريجيًا بين عامي 1997 و2001. تصور كل ورقة نقدية زعيمًا أو سياسيًا مجريًا مشهورًا على الوجه الأمامي ومكانًا أو حدثًا مرتبطًا به على الوجه الخلفي. جميع الأوراق النقدية تحمل علامة مائية ، وتحتوي على شريط أمان عمودي مدمج، وتصميم حبر غير مرئي، وهي مناسبة للأشخاص ضعاف البصر. تُحمى العملات من فئة 1000 فورنت والفئات الأعلى بواسطة شريط أمان ثلاثي الأبعاد متشابك. تتقاسم الأوراق النقدية الحجم المشترك وهو 154 مـم × 70 مـم (6.1 بوصة × 2.8 بوصة) . تُطبع الأوراق النقدية بواسطة شركة طباعة الأوراق النقدية المجرية في بودابست على ورق صُنِعَ بواسطة مصنع الورق Diósgyőr في ميشكولتس.
كما أُصدِرَت أوراق نقدية تذكارية: أوراق نقدية من فئة 1000 و2000 فورنت للاحتفال بالألفية (في عام 2000) وورقة نقدية من فئة 500 فورنت للاحتفال بالذكرى الخمسين لثورة 1956 (في عام 2006).
سُحِبَت الورقة النقدية بقيمة 200 فورنت من التداول في عام 2009، حيث تضخمت قيمتها بمرور الوقت.  كما أن الإحراج الذي سببته حقيقة أن نموذج الصورة الموجودة على الورقة النقدية، والتي كان من المفترض أن تكون للملك تشارلز روبرت (الذي لم تبق له أي صور معاصرة أصلية)، تبين أنها لأحد معارف المصمم، المدير الإداري لشركة الأمن التي زودت شركة طباعة الأوراق النقدية. اُستُبدِلَت الورقة النقدية بعملة معدنية ثنائية المعدن بقيمة 200 فورنت تحمل صورة جسر سيشيني تشين الشهير. 
تزوير أوراق الفورنت النقدية ليس له أهمية. ومع ذلك، قد تظهر أوراق نقدية مزورة من فئة 20 ألف فورنت مطبوعة على ورق من فئة 2000 فورنت بعد إذابة الحبر الأصلي، وليس من السهل التعرف عليها. كانت الفئة النقدية الأخرى المفضلة لدى المزورين هي ورقة نقدية بقيمة 1000 فورنت حتى أُضيفت ميزات أمنية محسنة إليها في عام 2006.
تُسحب الأوراق النقدية المستهلكة التي لم تعد صالحة للتداول، وتُدمَّر وتُحَوَّل إلى فحم مضغوط يُتبَرَّع به لمنظمات المنفعة العامة (الخيرية) لاستخدامه كوقود للتدفئة. 
في عام 2014، طُرِحَت نسخة منقحة جديدة من سلسلة الأوراق النقدية لعام 1997 للتداول تدريجيًا بدءًا من الورقة النقدية بقيمة 10000 فورنت في عام 2014 واكتملت بالورقة النقدية بقيمة 500 فورنت في عام 2019.

في عام 2022، بعد غزو روسيا لأوكرانيا، اخترق سعر صرف اليورو مقابل الفورنت المجري خط 400 فورنت مقابل 1 يورو لأول مرة، ولكن الأسعار عند هذا المستوى أو أعلى استمرت حتى نهاية عام 2022. وبعد مرور بعض الوقت، انخفض الفورنت أيضًا مقابل الدولار الأمريكي، مخترقًا نفس الخط.   لا يزال الفورنت أعلى من 400 فورنت لكل يورو في مايو 2025.  وارتفعت قيمة الفورنت مقابل الدولار الأمريكي بشكل ملحوظ، ليعود إلى مستويات أقل من 400 في نوفمبر/تشرين الثاني 2022 وأقل من 350 في أبريل/نيسان 2023.

## سعر الصرف HUF الحالي
| من Yahoo! Finance: | AUD CAD CHF EUR GBP HKD JPY USD TRY |
| من XE.com:         | AUD CAD CHF EUR GBP HKD JPY USD TRY |
| من Investing.com:  | AUD CAD CHF EUR GBP HKD JPY USD TRY |
| منOANDA.com:       | AUD CAD CHF EUR GBP HKD JPY USD TRY |

### المعدلات التاريخية

The cost of one Euro in forints (from 1999)

فورنت لكل دولار، يورو، الخ.
| Year | USD    | EUR    | DEM    | GBP    | CHF    | JPY    |
| 1990 | 61.45  | 84.06  | 40.47  | 116.58 | 47.41  | 0.4524 |
| 1991 | 75.62  | 100.84 | 49.83  | 141.48 | 55.85  | 0.6035 |
| 1992 | 83.97  | 101.10 | 51.96  | 127.03 | 57.61  | 0.6732 |
| 1993 | 100.70 | 112.03 | 58.06  | 148.90 | 68.11  | 0.9022 |
| 1994 | 110.69 | 135.77 | 71.47  | 173.11 | 84.46  | 1.1105 |
| 1995 | 139.47 | 178.45 | 97.38  | 215.40 | 121.19 | 1.3539 |
| 1996 | 164.93 | 206.90 | 106.17 | 280.30 | 122.22 | 1.4174 |
| 1997 | 203.50 | 223.44 | 113.59 | 337.22 | 139.82 | 1.5650 |
| 1998 | 219.03 | 257.12 | 130.65 | 362.30 | 158.94 | 1.9242 |
| 1999 | 252.52 | 254.92 | 130.34 | 408.30 | 158.85 | 2.4706 |
| 2000 | 284.73 | 264.94 | 135.46 | 425.47 | 173.92 | 2.4770 |
| 2001 | 279.03 | 246.33 | 125.95 | 404.15 | 166.23 | 2.1251 |
| 2002 | 225.16 | 235.90 | 120.61 | 362.67 | 162.37 | 1.8966 |
| 2003 | 207.92 | 262.23 | 134.08 | 370.66 | 168.30 | 1.9443 |
| 2004 | 180.29 | 245.93 | 125.74 | 347.83 | 159.34 | 1.7584 |
| 2005 | 213.58 | 252.73 | 129.22 | 368.40 | 162.33 | 1.8200 |
| 2006 | 191.62 | 252.30 | 129.00 | 375.77 | 156.99 | 1.6111 |
| 2007 | 172.61 | 253.35 | 129.54 | 344.84 | 152.42 | 1.5244 |
| 2008 | 187.91 | 264.78 | 135.38 | 272.36 | 177.78 | 2.0823 |
| 2009 | 188.07 | 270.84 | 138.48 | 303.17 | 182.34 | 2.0363 |
| 2010 | 208.65 | 278.75 | 142.52 | 323.37 | 222.68 | 2.5652 |
| 2011 | 240.68 | 311.13 | 159.08 | 371.15 | 255.91 | 3.1051 |
| 2012 | 220.93 | 291.29 | 148.93 | 355.39 | 241.06 | 2.5696 |
| 2013 | 215.67 | 296.91 | 151.81 | 356.76 | 242.14 | 2.0542 |
| 2014 | 259.13 | 314.89 | 161.00 | 403.75 | 261.85 | 2.1686 |
| 2015 | 286.63 | 313.12 | 160.10 | 424.96 | 289.38 | 2.3812 |
| 2016 | 293.69 | 311.02 | 159.02 | 361.62 | 289.41 | 2.5134 |
| 2017 | 258.82 | 310.14 | 158.57 | 349.48 | 265.24 | 2.2984 |
| 2018 | 280.94 | 321.51 | 164.38 | 355.25 | 285.16 | 2.5454 |
| 2019 | 294.74 | 330.52 | 168.99 | 387.82 | 304.39 | 2.7137 |
| 2020 | 297.36 | 365.13 | 186.68 | 406.16 | 337.41 | 2.8864 |
| 2021 | 325.71 | 369.00 | 188.66 | 440.03 | 356.90 | 2.8293 |
| 2022 | 375.68 | 400.25 | 204.64 | 451.98 | 406.93 | 2.8437 |

| Year | PLN   | CZK   | RON   | BGN    | HRK   | RSD  | RUB  | TRY    |
| 2010 | 70.40 | 11.12 | 65.07 | 142.54 | 37.75 | 2.62 | 6.83 | 135.33 |
| 2011 | 70.51 | 12.05 | 72.07 | 159.06 | 41.27 | 2.96 | 7.47 | 125.57 |
| 2012 | 71.50 | 11.62 | 65.71 | 148.93 | 38.59 | 2.56 | 7.26 | 123.29 |
| 2013 | 71.60 | 10.84 | 66.29 | 151.81 | 38.94 | 2.59 | 6.55 | 101.10 |
| 2014 | 73.88 | 11.35 | 70.23 | 161.00 | 41.13 | 2.60 | 4.45 | 111.36 |
| 2015 | 73.46 | 11.58 | 69.22 | 160.10 | 40.98 | 2.58 | 3.88 | 97.86  |
| 2016 | 70.29 | 11.51 | 68.53 | 159.02 | 41.13 | 2.52 | 4.78 | 83.29  |
| 2017 | 74.35 | 12.13 | 66.57 | 158.57 | 41.59 | 2.62 | 4.49 | 68.68  |
| 2018 | 74.82 | 12.47 | 69.01 | 164.39 | 43.38 | 2.72 | 4.05 | 53.31  |
| 2019 | 77.50 | 13.01 | 69.08 | 168.99 | 44.42 | 2.81 | 4.74 | 49.57  |
| 2020 | 79.29 | 13.87 | 74.99 | 186.68 | 48.35 | 3.11 | 3.96 | 39.70  |
| 2021 | 80.30 | 14.84 | 74.56 | 188.66 | 49.10 | 3.14 | 4.35 | 24.30  |
| 2022 | 85.35 | 16.58 | 80.88 | 204.64 | 53.11 | 3.41 | 5.15 | 20.07  |

## روابط خارجية
- أرشيف أسعار الصرف اليومية الرسمية ، البنك الوطني المجري
- (بالمجرية والإنجليزية) bankjegy.szabadsagharcos.org (كتالوج الأوراق النقدية المجرية)
- (بالمجرية والإنجليزية) www.numismatics.hu (موقع علم العملات المتعلق بالرومان والمجر)
- (بالمجرية) papirpenz.hu (صور الأوراق النقدية المجرية)
- (بالمجرية) أسعار صرف العملات الحالية (HUF/EUR) وأسعار أخرى مع الرسوم البيانية
- (بالمجرية، الإنجليزية، الألمانية، والفرنسية) www.eremgyujtok.hu (الصفحة الرئيسية لجمعية هواة جمع العملات المجرية)
- الأوراق النقدية المجرية (صور عالية الدقة، بما في ذلك الأوراق النقدية القديمة من الفورنت)
- كتالوج شامل للعملات المجرية
- البنك الوطني المجري - "معلومات عن أوراق النقد الفورنتية وخصائصها الأمنية، وعملات الفورنت المعدنية"